# Masamitsu Itō
Masamitsu Itō (jap. 伊藤 将充, Itō Masamitsu; * 27. Februar 1998 in Sapporo) ist ein japanischer Skispringer.

## Werdegang
Itō gab sein internationales Debüt beim FIS-Cup am 28. und 29. September 2013 in Râșnov. Damals ging er noch als Absolvent der Wirtschaftsoberschule Shimokawa (下川商業高等学校) an den Start. Mit den Plätzen 17 und 12 holte er auch gleich seine ersten Punkte. Im Jahr 2014 nahm er an den Nordischen Junioren-Skiweltmeisterschaften in Val di Fiemme teil. Dabei konnte er aber weder im Einzel noch mit der Mannschaft den zweiten Durchgang erreichen.
In der Saison 2014/15 startete er zum ersten Mal im Continentalcup. Sein Debüt gab er am 16. Januar 2015 in Sapporo, wobei er gleich auf dem siebten Platz landete. Eine weitere Top-Ten-Platzierung gelang ihm eine Woche später in Planica mit einem neunten Rang. Im Februar 2015 nahm er erneut an den Nordischen Junioren-Skiweltmeisterschaften in Almaty teil. Bei dieser Teilnahme gelang es ihm, sowohl beim Einzel- als auch beim Mannschaftswettbewerb in den zweiten Durchgang zu kommen, ohne aber dabei eine vordere Platzierung zu erreichen.
Im Sommer 2015 startete er erstmals im Grand Prix. Am 29. August gab er in Hakuba sein Debüt, bei dem er auf dem 36. Platz landete und damit die Punkteränge verpasste. Im darauffolgenden Winter startete er zunächst beim Continentalcup in Sapporo. Bei insgesamt drei Wettkämpfen war seine beste Platzierung ein sechster Rang. Nur wenige Tage später war er beim Weltcup, ebenfalls in Sapporo, bei beiden Wettkämpfen in der nationalen Gruppe. Am ersten Tag scheiterte er noch in der Qualifikation, doch für den zweiten Wettkampf konnte er sich qualifizieren. Damit startete er am 31. Januar 2016 zum ersten Mal im Weltcup. Er belegte dabei den 45. Platz. Seine nächsten internationalen Auftritte waren bei den Olympischen Jugend-Winterspielen 2016 in Lillehammer. Im Einzelwettbewerb verpasste er mit dem vierten Platz nur knapp die Medaillenränge, im Mixed-Teamwettbewerb (Skispringen/Nordische Kombination) landete er auf dem achten Platz und im Nordic-Mixed-Teamwettbewerb (Skispringen/Nordische Kombination/Langlauf) auf dem siebten Rang. Danach nahm er zum dritten Mal an den Nordischen Junioren-Skiweltmeisterschaften in Râșnov teil. Neben einem sechsten Platz im Mixed-Teamwettbewerb holte er zusammen mit Yūken Iwasa, Naoki Nakamura und Ryōyū Kobayashi die Bronzemedaille im Teamwettbewerb hinter den Mannschaften aus Deutschland und Norwegen.
Bei den Nordischen Junioren-Skiweltmeisterschaften 2017 im Februar in Park City belegte er im Einzel den fünften Rang, im Teamwettbewerb den vierten Rang und im Mixed-Teamwettbewerb holte er mit Minami Watanabe, Fumika Segawa und Yūken Iwasa die Bronzemedaille hinter den Mannschaften aus Slowenien und Deutschland. Noch im selben Monat konnte er bei den Winter-Asienspielen in Sapporo mit seinen Landsleuten Naoki Nakamura, Yukiya Satō und Yūken Iwasa den Mannschaftswettbewerb für sich entscheiden.

## Statistik

### Continental-Cup-Platzierungen
| Saison  | Sommer | Sommer | Winter | Winter | Gesamt | Gesamt |
| Saison  | Platz  | Punkte | Platz  | Punkte | Platz  | Punkte |
| ------- | ------ | ------ | ------ | ------ | ------ | ------ |
| 2014/15 | –      | –      | 060.   | 078    | 078.   | 078    |
| 2015/16 | 087.   | 013    | 077.   | 040    | 092.   | 053    |
| 2016/17 | 072.   | 026    | 113.   | 018    | 111.   | 044    |
| 2019/20 | 041.   | 080    | 083.   | 020    | 064.   | 100    |